# Лазиська (Замойський повіт)
Лазиська (або Лазище, пол. Łaziska) — село в Польщі, у гміні Скербешів Замойського повіту Люблінського воєводства. Населення — 311 осіб (2011).

## Історія
Село згадується в 1394 р. як приватна шляхетська власність.
За даними митрополита Іларіона (Огієнка), 1436 року вперше згадується православна церква в Лазищі. Наступна згадка про місцеву церкву, за Іваном Крип'якевичем, датується 1578 роком.
За даними етнографічної експедиції 1869—1870 років під керівництвом Павла Чубинського, у селі переважно проживали греко-католики, усе населення розмовляло українською мовою.
Після заборони царем греко-католицької церкви в 1875 р.частина вірян перейшла на латинський обряд і спольщилася. У 1919 р. церква  відібрана польською владою під костел. За польським переписом 1921 р. в селі було 137 православних, 169 римокатоликів і 11 юдеїв. У 1940 р. церква була передана Українській автокефальній православній церкві.
У 1930 році господар Іван Солдачук балотувався на виборах до Сейму від Українського Виборчого Блоку #11, від села Лазиська. 
За німецької окупації у селі діяла українська школа.
В листопаді 1942 р. владою Генеральної губернії були депортовані 184 українці.
У 1975—1998 роках село належало до Замойського воєводства.

## Населення
Демографічна структура станом на 31 березня 2011 року:
|          | Загалом | Допрацездатний вік | Працездатний вік | Постпрацездатний вік |
| -------- | ------- | ------------------ | ---------------- | -------------------- |
| Чоловіки | 145     | 28                 | 95               | 22                   |
| Жінки    | 166     | 34                 | 87               | 45                   |
| Разом    | 311     | 62                 | 182              | 67                   |

## Особистості

### Народилися
- Владислав Крук (1931—1996) — польський державний діяч, дипломат.